# Baile en Devonshire House de 1897
El Devonshire House Ball o Devonshire House Fancy Dress Ball fue un elaborado baile de disfraces, organizado por el duque y la duquesa de Devonshire, que se celebró el 2 de julio de 1897 en Devonshire House en Piccadilly para celebrar el Jubileo de diamante de la reina Victoria. Debido a la gran cantidad de miembros destacados de la realeza, aristócratas y figuras de la alta sociedad que asistieron, así como a la fastuosidad general del baile, se consideró el evento de la temporada de Londres de 1897.

## Baile de Devonshire House

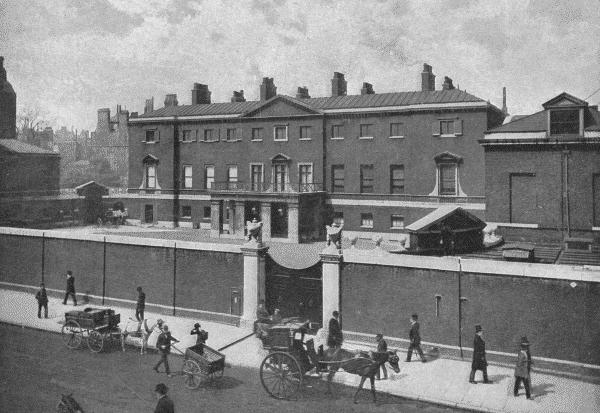
Devonshire House como aparece en The Queen's London (1896).

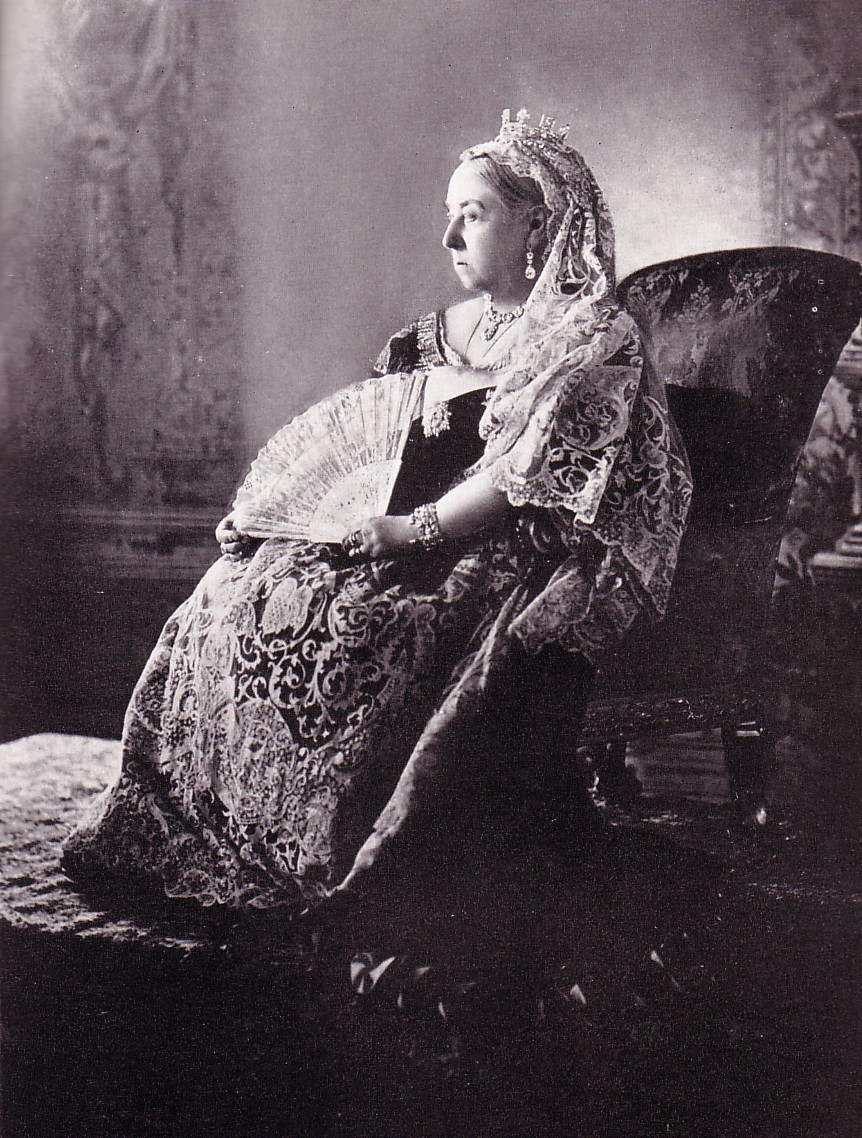
Victoria en su fotografía oficial del Jubileo de diamante por W. & D. Downey.

En 1897, el duque y la duquesa de Devonshire organizaron el evento en Devonshire House, la residencia londinense (en Piccadilly) de los duques de Devonshire en los siglos XVIII y XIX. El duque se había desempeñado como miembro del parlamento y ministro del gabinete como miembro del Partido Liberal y la duquesa, conocida como la doble duquesa, era la viuda de William Montagu, séptimo duque de Mánchester.
Tras la muerte del príncipe Alberto en 1861, la Reina Victoria se retiró de la vida social y "el manto del entretenimiento real" pasó al príncipe de Gales y su esposa, Alejandra. Durante la década de 1870, organizaron un baile de disfraces en Marlborough House, su residencia en Londres, que se consideró un éxito y continuó con la popularidad de tales eventos. Los Devonshire, que eran amigos cercanos de los príncipes de Gales, decidieron organizar un gran baile de disfraces para celebrar el Jubileo de diamante de la reina Victoria. La procesión del Jubileo de Diamante de la Reina tuvo lugar el 22 de junio de 1897 y siguió una ruta de nueve km de largo a través de Londres. Se enviaron más de 700 invitaciones un mes antes del evento, aunque algunos informes del evento indicaron hasta 3000 invitaciones. Por accidente, Alfredo, duque de Sajonia Coburgo y Gotha y María, la duquesa de Sajonia Coburgo y Gotha no recibieron invitaciones. Cuando la duquesa de Devonshire la vio en una fiesta de jubileo diferente y le preguntó si vendría a su baile, "la duquesa de Sajonia Coburgo y Gotha respondió con frialdad: 'Desde luego que no'".
Si bien la reina no asistió, casi toda la familia real británica asistió al baile y casi todas las demás familias reales europeas estuvieron representadas. El duque de Devonshire invitó a la firma fotográfica londinense de James Lafayette, a quien se le había otorgado una orden real diez años antes, a instalar una carpa (en el jardín detrás de la casa) para fotografiar a los invitados disfrazados durante el baile. En 1899, el estudio de Walker & Boutal publicó 286 de las fotografías de Lafayette.
Después del baile, la duquesa recibió una carta de Francis Knollys, secretario privado del futuro soberano, indicando que el príncipe, más tarde rey Eduardo VII, que llegó después de las 11 en punto, pensaba que la fiesta había sido un éxito.

### Asistentes notables
En el baile, los asistentes incluyeron:
- El príncipe de Gales, que se vistió como un antiguo Gran Maestre de los Caballeros Hospitalarios de Malta, y la princesa de Gales como la reina Margarita de Valois y la Excma. Louvima Knollys (hija del vizconde Knollys) como su paje.[13]
- El duque de York como George Clifford, tercer conde de Cumberland, y la duquesa de York como dama de la corte de Margarita de Valois.[2]
- El zar Nicolás II de Rusia y la zarina Alejandra vestidos con trajes de corte de la época de Pedro el Grande.
- Alfredo, duque de Sajonia-Coburgo y Gotha, como Roberto I, duque de Normandía
- Spencer Cavendish, octavo duque de Devonshire, como el emperador Carlos V, y la duquesa de Devonshire, que se vistió de Zenobia, reina de Palmira.[5]
- Lady Evelyn Cavendish (más tarde duquesa de Devonshire), que asistió vestida de dama de la corte de la emperatriz María Teresa, mientras que su marido, que más tarde se convertiría en el noveno duque de Devonshire, vestía como un caballero tudor del siglo XVI.[14]
- El príncipe Arturo, duque de Connaught y Strathearn y la princesa Luisa Margarita de Prusia, duquesa de Connaught.
- Francisco, duque de Teck y la princesa María Adelaida de Cambridge, duquesa de Teck.
- Charles Spencer-Churchill, noveno duque de Marlborough y Consuelo Vanderbilt, duquesa de Marlborough.
- Archibald Primrose, quinto conde de Rosebery, ex primer ministro del Reino Unido.
- Lady Randolph Spencer-Churchill, la madre de Winston Churchill, asistió con un traje bizantino como la emperatriz Teodora.
- Sir Henry Irving, el famoso actor.
- Artur James Balfour.
- Daisy Greville, condesa de Warwick, esposa de Francis Greville, quinto conde de Warwick, vestida como María Antonieta.
- Charlotte Spencer, condesa Spencer, esposa de John Spencer, quinto conde Spencer, vestida como Margaret Douglas, condesa de Lennox, madre de Enrique Estuardo, Lord Darnley.
- Arnold Morley.
- Enrique Innes-Ker, octavo duque de Roxburghe.
- Lord Basil Blackwood.
- El príncipe Victor Duleep Singh, hijo del maharajá Duleep Singh, también asistió al baile ataviado como un noble mogol.
- Ernest Cassel.
- Alfred Beit.
- Rupert Guinness, segundo conde de Iveagh.
- Nathan Rothschild, primer barón Rothschild.
- John Hay, el embajador de Estados Unidos en el Reino Unido.
- Henry White, como Enrique de Lorena, Duque de Guisa, y su esposa, Margaret Stuyvesant Rutherfurd, como Morosina Morosini.
- El general Blue y la señorita Sanger, invitados de la embajada de los Estados Unidos, vestían trajes de corte de terciopelo del siglo XVIII.
- La duquesa de Newcastle vestida como la princesa Dashkova.
- El príncipe Carlos de Dinamarca y la princesa Maud y la princesa Victoria, quienes se vistieron como damas de la corte de Margarita de Valois.
- La duquesa de Rutland como María Isabel, duquesa de Rutland (1756-1831) después de Cosway.[15]
- Lady Lister-Kaye, hermana de la duquesa de Mánchester y esposa de Sir John Pepys Lister-Kaye, tercer baronet como la duquesa de Guisa en la época de Enrique III.[15]
- Thomas Lister, cuarto barón Ribblesdale y Lady Ribblesdale.[15]
- Roundell Palmer, primer conde de Selborne y Lady Selborne.[15]
- La marquesa de Londonderry, esposa de Charles Vane-Tempest-Stewart, sexto marqués de Londonderry, vestida como María Teresa de Austria.

### Disfraces
El atuendo de la duquesa de Devonshire fue descrito en detalle por The Times:

"La duquesa de Devonshire, como Zenobia, reina de Palmira, lució un magnífico traje. La falda de tejido dorado estaba bordada por todas partes con un diseño en forma de estrella con esmeraldas, zafiros, diamantes y otras joyas delineadas con oro, y las esquinas donde se abría al frente estaban elaboradamente labradas con las mismas joyas y oro para representar las colas extendidas de los pavos reales. Este se abrió para mostrar una ropa interior de crepé de China color crema, delicadamente bordada en plata, oro y perlas y salpicada de diamantes. La cola, que iba unida a los hombros por dos finas puntas y se sujetaba a la cintura con un gran adorno de diamantes, era de un terciopelo verde de un tono precioso, y estaba soberbiamente bordada con diseños orientales introduciendo la flor de loto en rubíes, zafiros, amatistas, esmeraldas y diamantes, con cuatro cenefas sobre bases contrastantes, separadas con cordón de oro. La cola estaba forrada de raso turquesa. El corpiño estaba compuesto de tejido dorado a juego con la falda, y la parte delantera era de crepé de China oculta con un peto de diamantes, rubíes y esmeraldas reales y un cinturón enjoyado. Una corona de oro con incrustaciones (sic) de esmeraldas, diamantes y rubíes, con una gota de diamante en cada extremo curvo y dos plumas de avestruz blancas verticales en el medio, y festones de perlas alrededor del frente con una gran perla en forma de pera en el centro cayendo sobre la frente."

Uno de los trajes más caros fue el que usó Charles Spencer-Churchill, noveno duque de Marlborough, quien fue como el embajador de Francia en la corte de Catalina la Grande. La recreación de un traje dieciochesco de terciopelo fue confeccionada por House of Worth y estaba bordado en plata, perlas y diamantes con un chaleco de oro y damasco blanco. El precio del traje, que costó 5.000 francos, supuestamente incluso sorprendió al duque, quien se había casado con la famosa heredera estadounidense Consuelo Vanderbilt en 1895.

## Legado
El baile se reprodujo en el escenario londinense de Drury Lane en septiembre de 1897 "para escándalo de la nobleza y diversión de los plebeyos". El evento se utilizó como escenario para el último acto de una nueva obra titulada The White Heather de Cecil Raleigh y Henry Hamilton. El The New York Times declaró que "las mismas posesiones de la realeza fueron 'profanadas' por su exhibición en el escenario, porque los gerentes, con una empresa casi estadounidense, habían comprado a los clientes algunos de los atuendos más hermosos que se usaron en esa fiesta". La obra inspiró la película de 1919, The White Heather.

## Algunos de los invitados fotografiados con sus disfraces

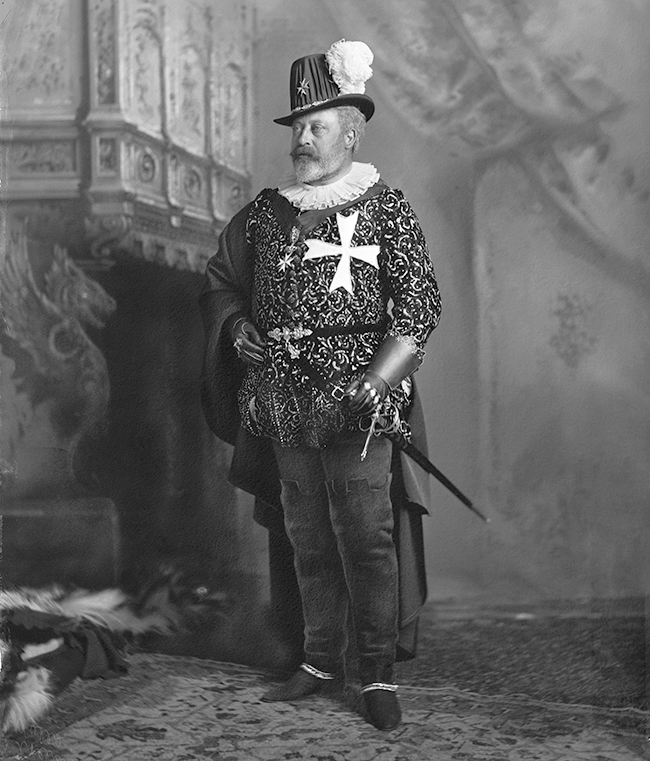
El príncipe de Gales se vistió como el Gran Maestre de los Caballeros Hospitalarios de Malta.
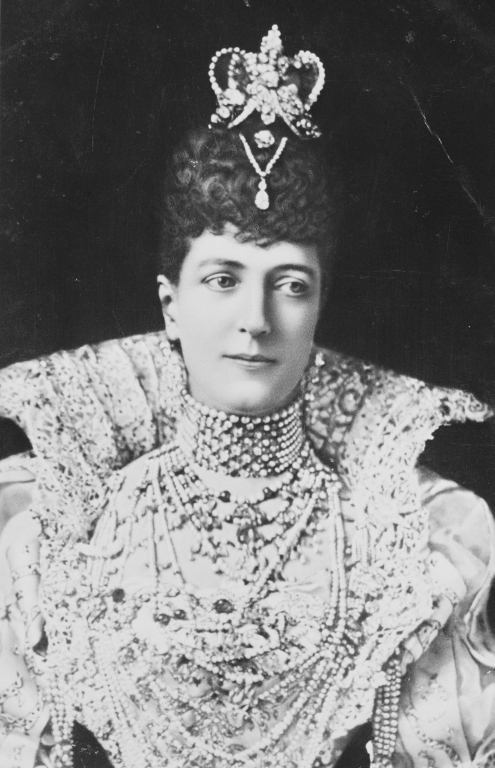
La princesa de Gales como la reina Margarita de Valois.
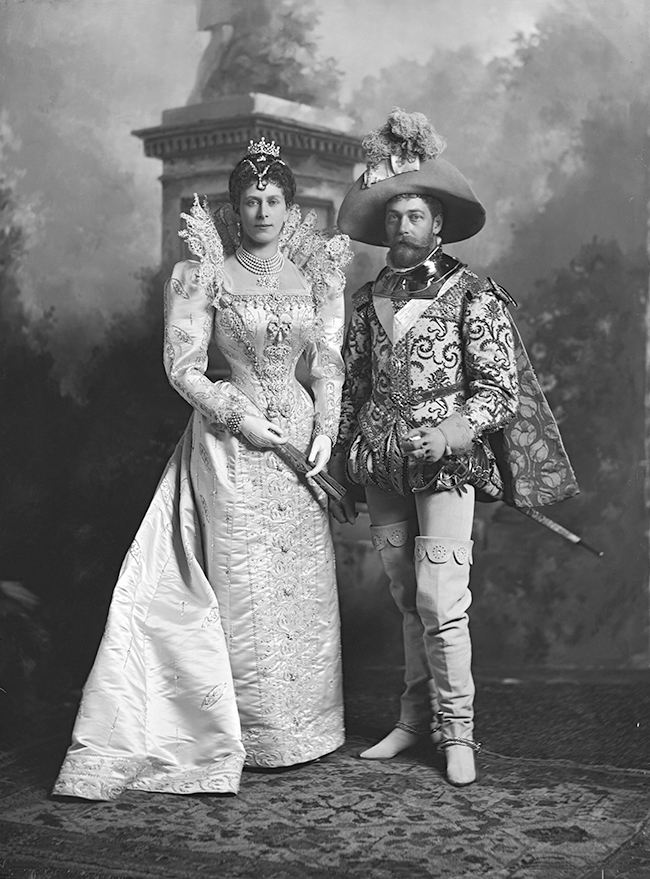
El duque de York como el conde de Cumberland y la duquesa de York como dama de la corte de Margarita de Valois.
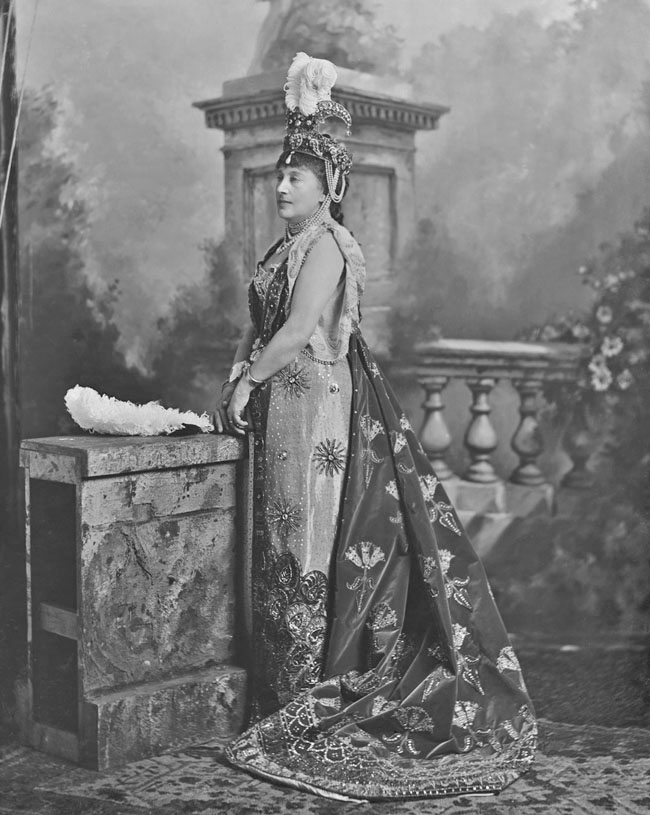
La duquesa de Devonshire como Zenobia, reina de Palmira.
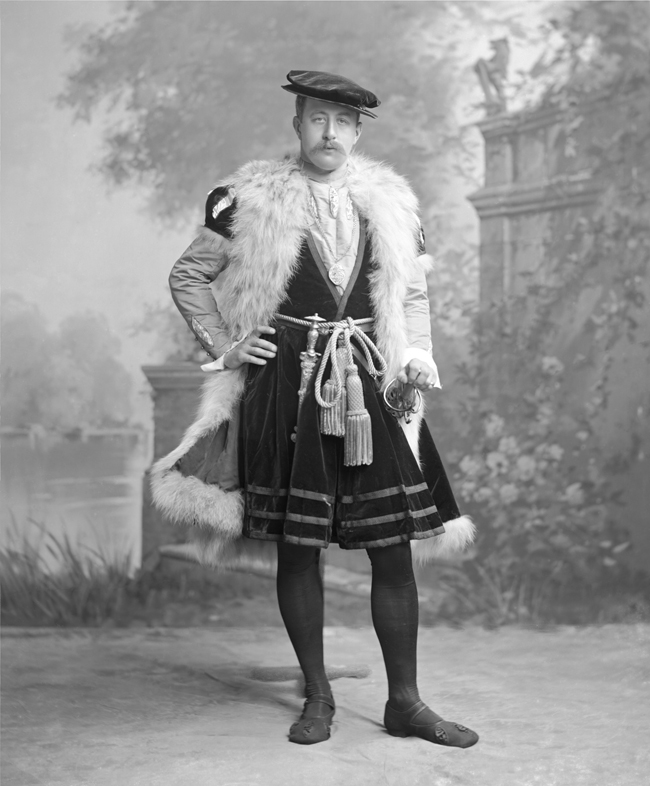
Victor Cavendish (más tarde el noveno duque de Devonshire) como Jean de Dinteville de la pintura de Hans Holbein el Joven, Los embajadores
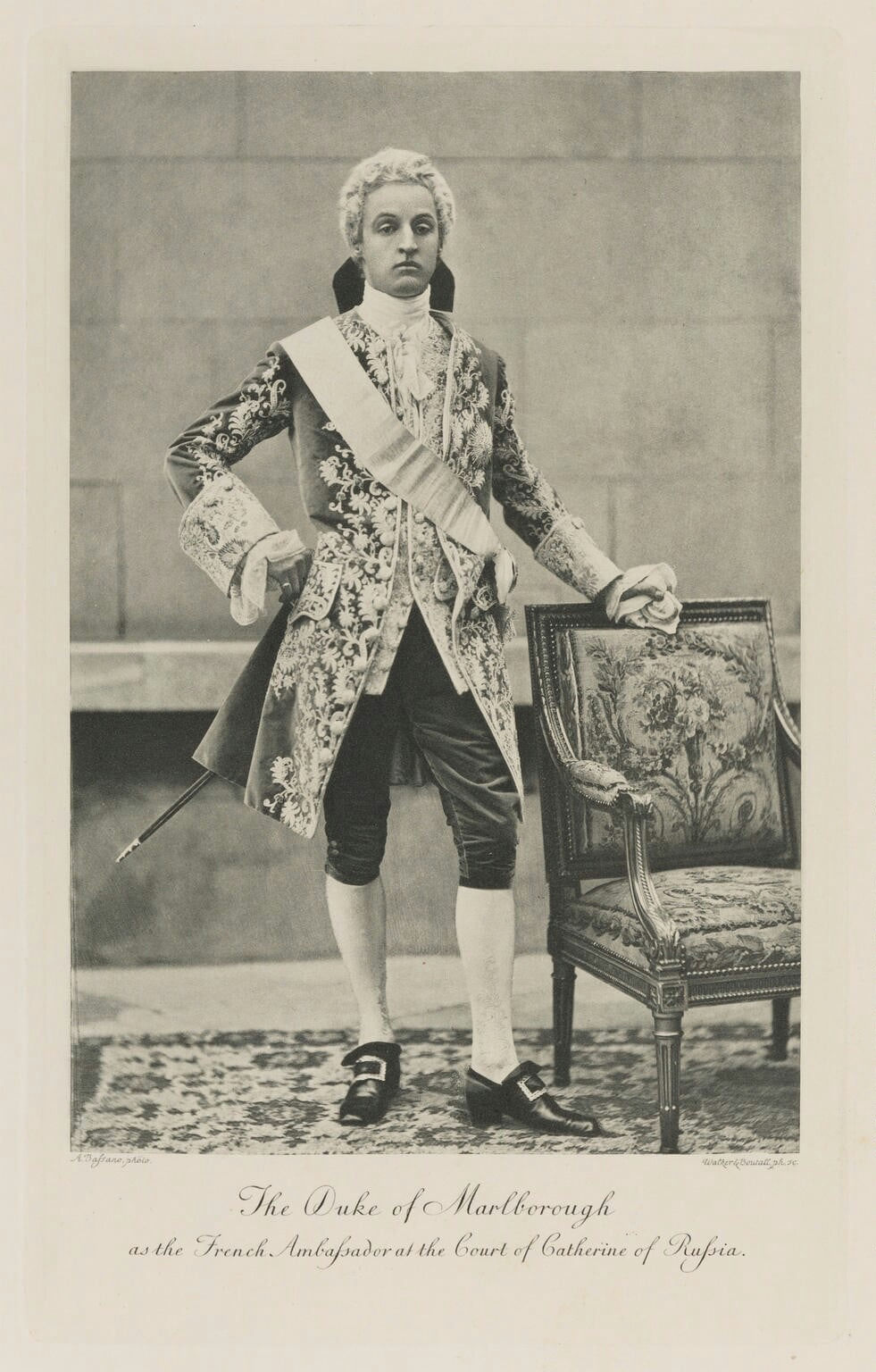
El duque de Marlborough como embajador de Francia en la corte de Catalina la Grande.
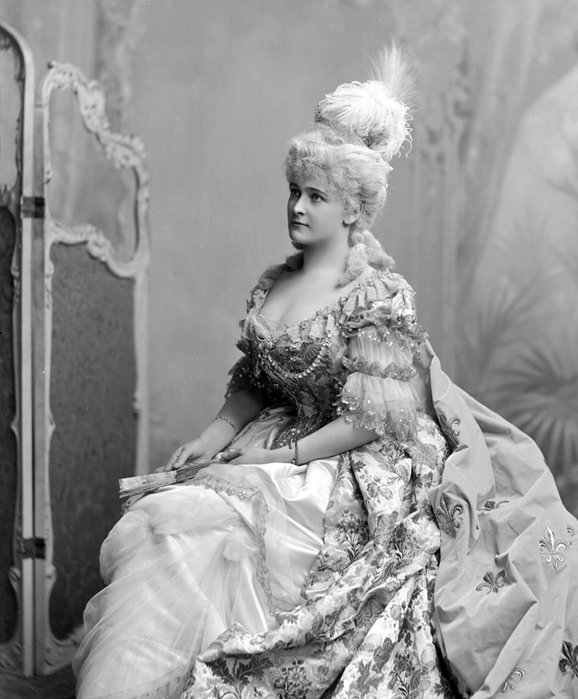
La condesa de Warwick, vestida como María Antonieta.
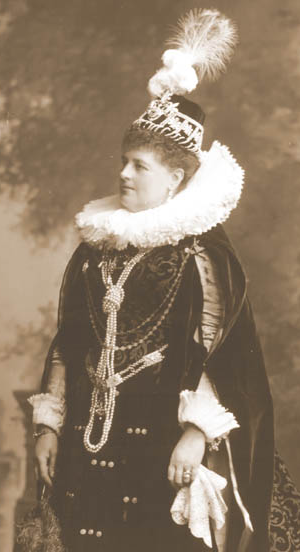
La condesa Spencer como Margaret Douglas, condesa de Lennox.
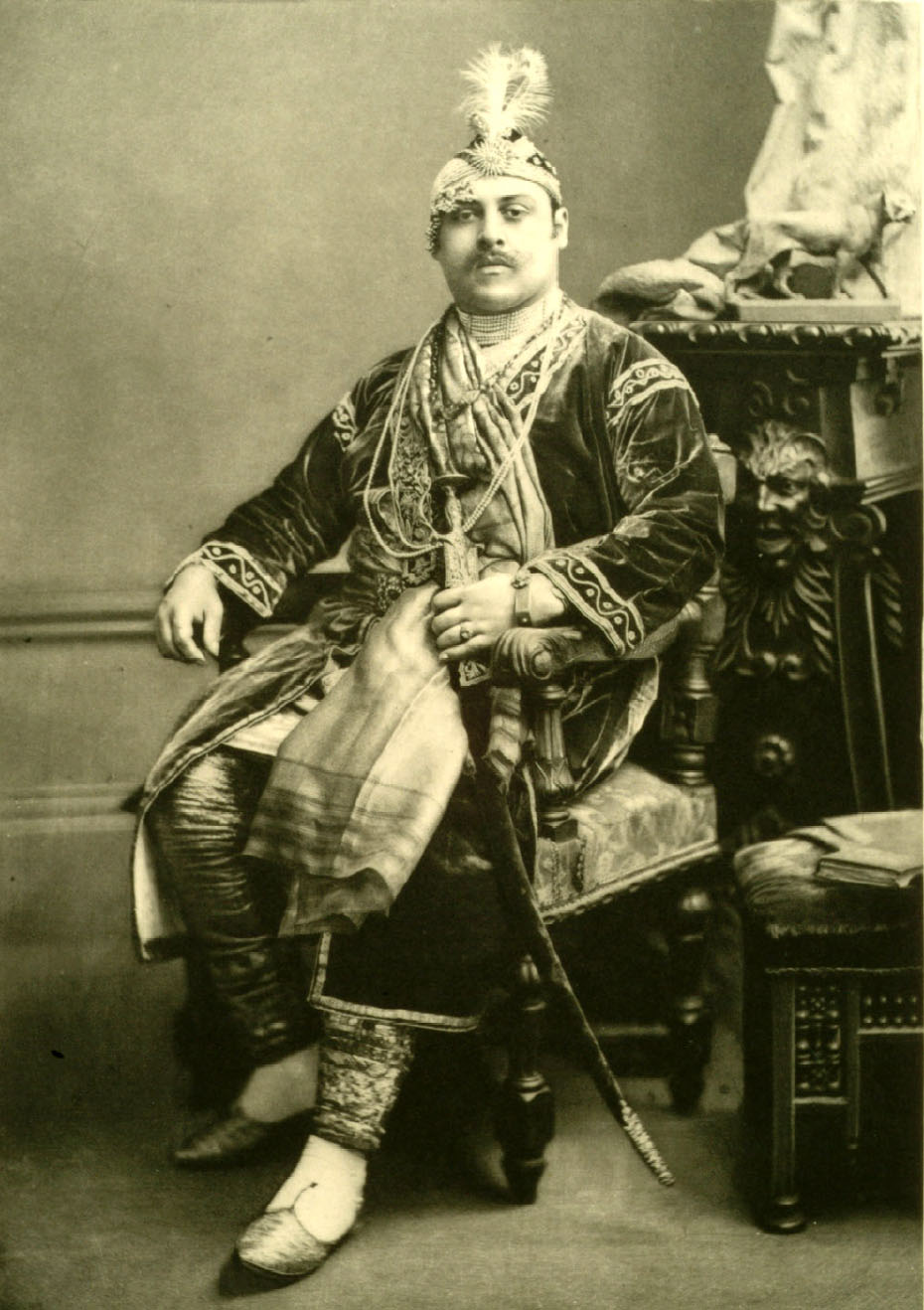
Príncipe Víctor Duleep Singh.
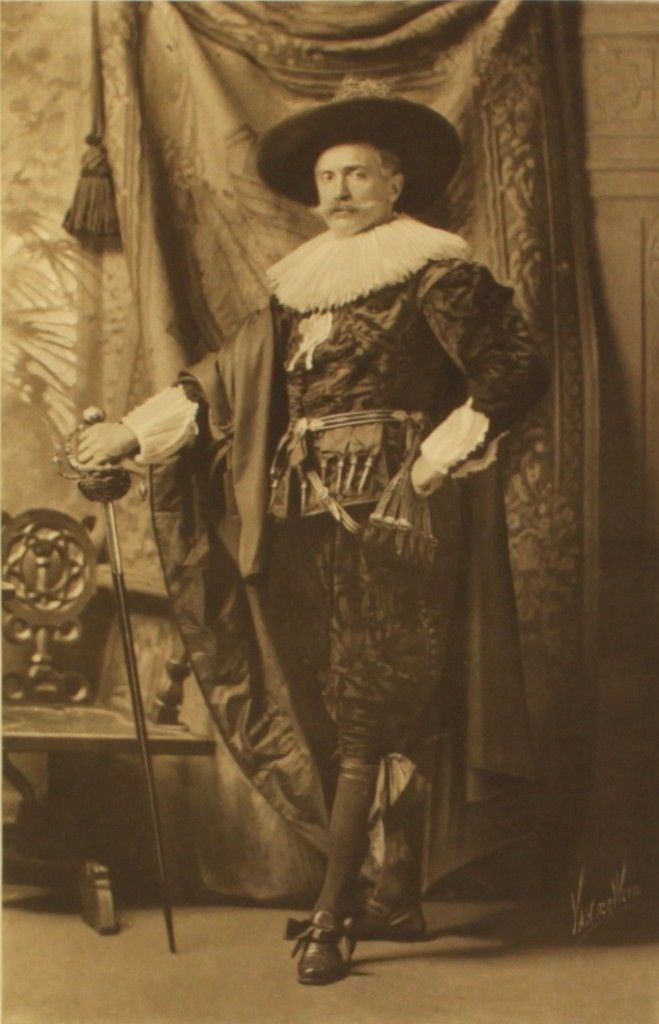
El vizconde D'Abernon vestido como en el cuadro de Frans Hals Willem van Heythuysen posando con espada.
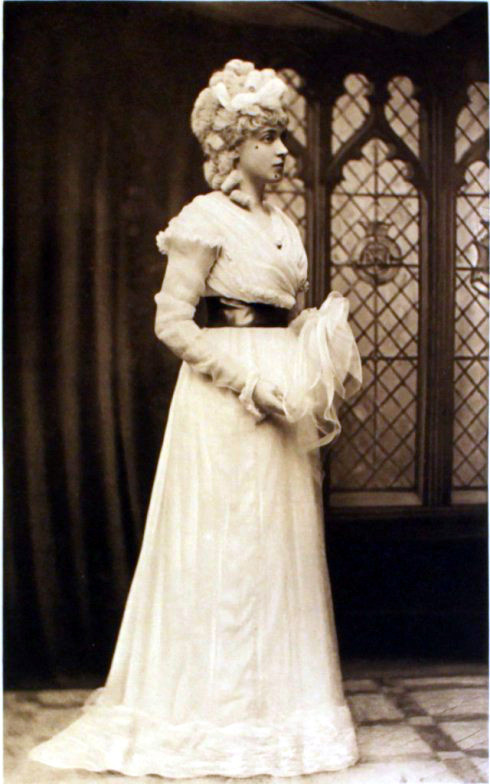
La condesa de Lytton vestida como Lady Melbourne.
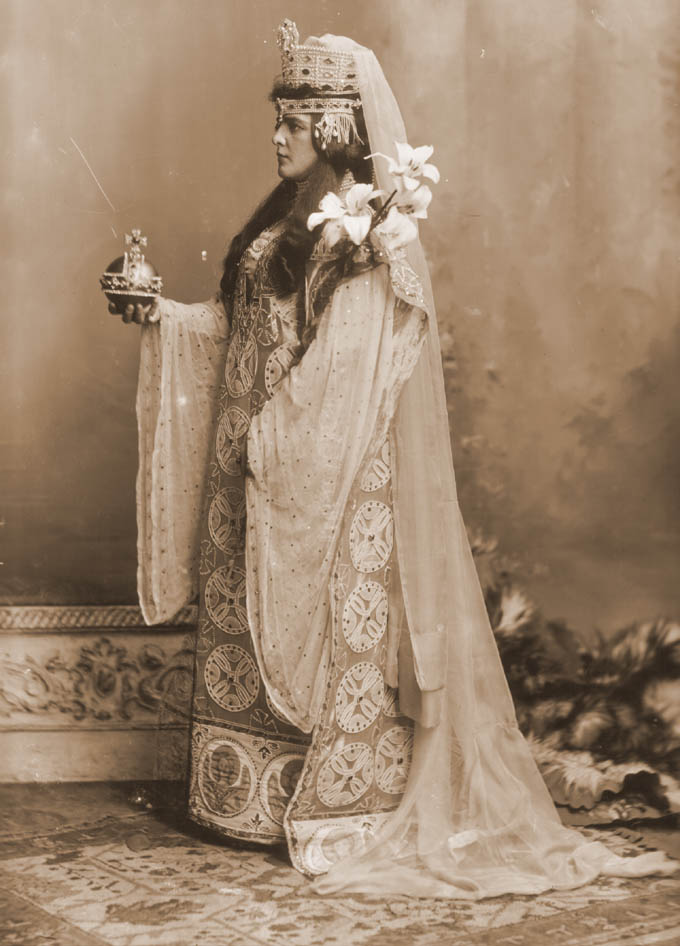
Lady Randolph Spencer-Churchill con traje bizantino como la emperatriz Teodora.
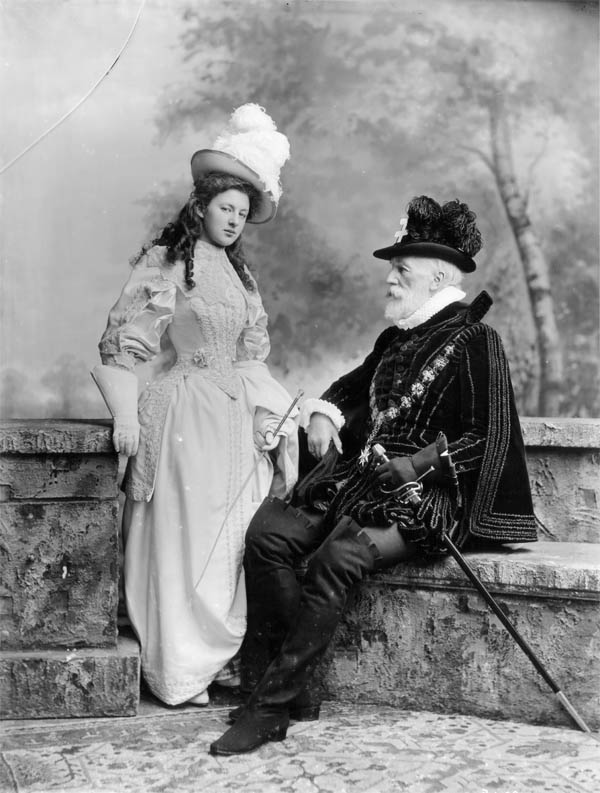
Lady Clementine Hay como Valentine y su padre, el marqués de Tweeddale, como St. Bris de Los Hugonotes.
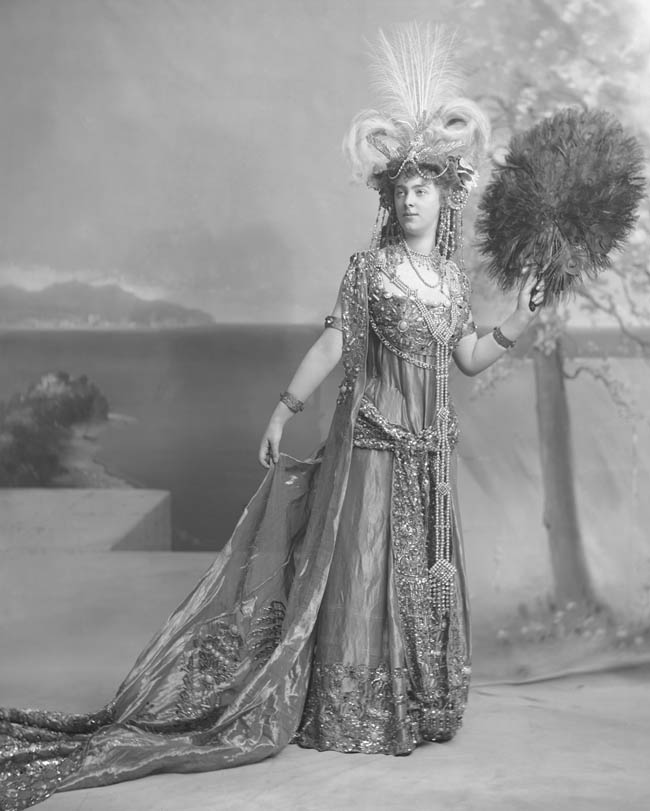
Daisy, princesa de Pless como Cleopatra.
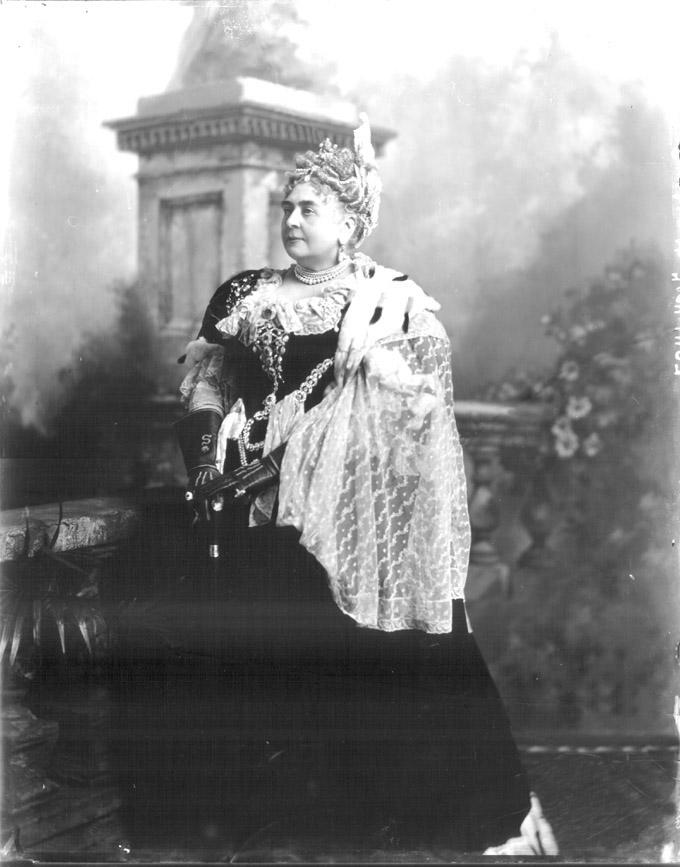
La princesa Adelaida de Cambridge como su antepasada, la princesa Sofía de Hanover.
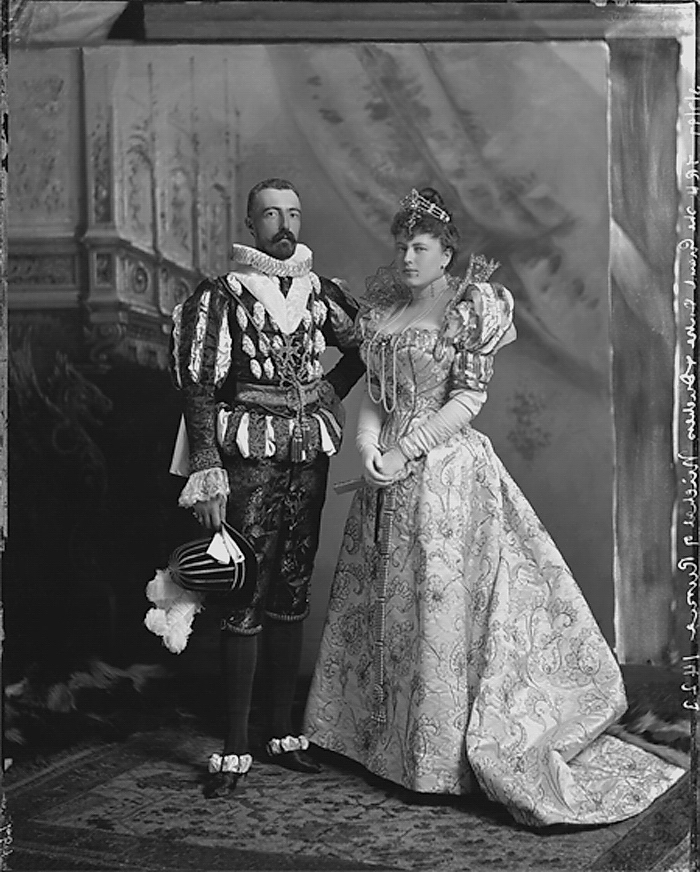
El gran duque Miguel Mijáilovich de Rusia y su esposa, la condesa de Torby, como el rey Enrique IV de Francia y Gabrielle d'Estrées.